# Domingo Díaz Arosemena

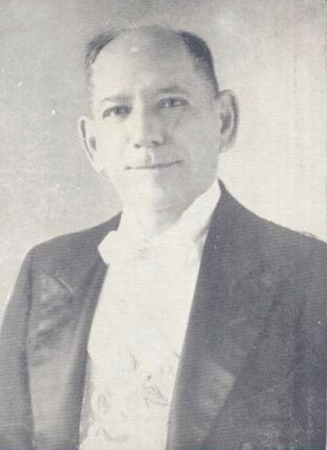
Domingo Díaz Arosemena

Domingo Díaz Arosemena (* 25. Juni 1875; † 23. August 1949) war der 23. Staatspräsident von Panama.
Er gehörte der einflussreichen Familie Arosemena an, die schon mehrere Präsidenten in Panama und anderen mittelamerikanischen Staaten stellte. Am 7. August 1948 übernahm er das Amt des Staatspräsidenten als Nachfolger von Enrique Adolfo Jiménez Brin, nachdem er von 1932 bis 1936 bereits als Vizepräsident fungiert hatte. Aus gesundheitlichen Gründen trat er am 28. Juli 1949 von diesem Amt zurück und starb knapp einen Monat später. Sein Nachfolger wurde Daniel Chanis Pinzón.